# Charlie Brooks (Schauspielerin)

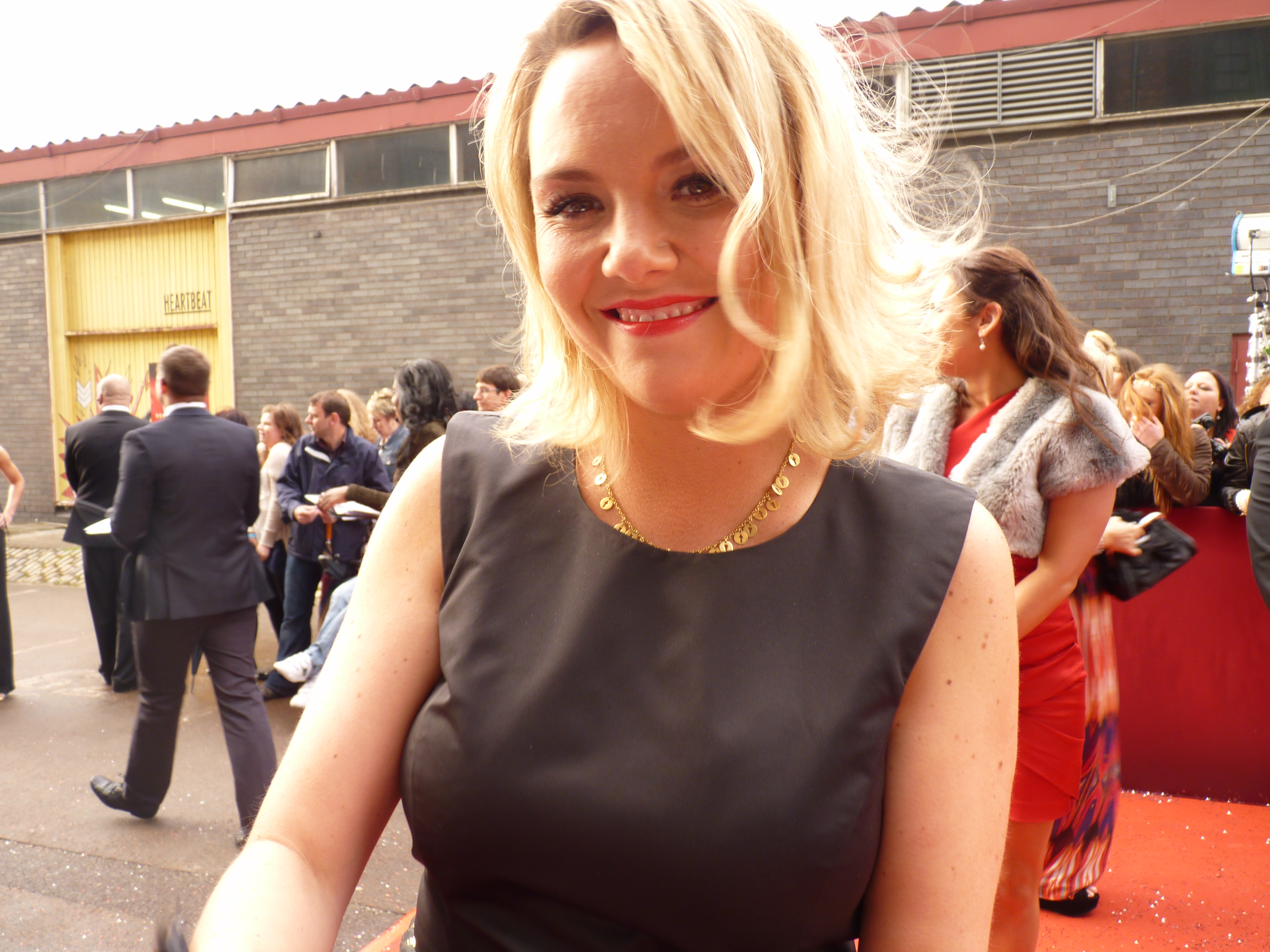
Charlie Brooks bei den British Soap Awards, 2011

Charlene Emma "Charlie" Brooks (* 3. Mai 1981 in Ware, England) ist eine britische Schauspielerin.

## Leben und Karriere
Brooks wuchs zusammen mit ihrer Schwester und ihrem Bruder in Barmouth auf. Dort besuchte sie die Tower House School.
Danach zog sie um nach London um die Ravenscourt Theatre School zu besuchen. Im Alter von 16 Jahren studierte sie an der Arts Educational Schools. Während des Studiums bekam sie eine Rolle in der BBC Seifenoper EastEnders, für die sie das Studium abbrach. Brooks spielte die Rolle zunächst bis 2004. 2008 kehrte sie zu der Serie zurück.
2012 nahm Brooks an der zwölften Staffel der ITV Reality-TV-Sendung I’m a Celebrity…Get Me Out of Here! teil, welche sie gewann.
Brooks hat eine Tochter.

## Filmografie
- 1998: Turning Points (Fernsehserie)
- 1997–1999: The Bill (Fernsehserie, 2 Episoden)
- 1997–2014: EastEnders (Fernsehserie, 918 Episoden)
- 1999: Jonathan Creek (Fernsehserie, 1 Episode)
- 2000: London's Burning (Fernsehserie, 1 Episode)
- 2005: Angel of Death: The Beverly Allitt Story (Fernsehfilm)
- 2005: The Golden Hour (Fernsehserie, 1 Episode)
- 2005: Bleak House (Fernsehserie, 5 Episoden)
- 2006: Casualty (Fernsehserie, 1 Episode)
- 2006: Take 3 Girls
- 2007: Heartbeat (Fernsehserie, 1 Episode)
- 2007: Robin Hood (Fernsehserie, 1 Episode)
- 2008: Love Soup (Fernsehserie, 1 Episode)
- 2008: Wired (Fernsehserie, 3 Episoden)
- 2011: EastEnders: E20 (Fernsehserie, 3 Episoden)
- 2014: Suspects (Fernsehserie, 3 Episoden)

## Auszeichnungen
| Jahr | Auszeichnung                  | Kategorie                                                             | Ergebnis  |
| ---- | ----------------------------- | --------------------------------------------------------------------- | --------- |
| 2000 | National Television Awards    | Most Popular Newcomer                                                 | nominiert |
| 2000 | British Soap Awards           | Best Newcomer                                                         | nominiert |
| 2001 | Inside Soap Awards            | Best Bitch                                                            | gewonnen  |
| 2002 | Inside Soap Awards            | Best Bitch                                                            | nominiert |
| 2003 | Inside Soap Awards            | Best Bitch                                                            | nominiert |
| 2004 | National Television Awards    | Most Popular Actress                                                  | nominiert |
| 2004 | TV Quick and Choice Awards    | Best Soap Actress                                                     | gewonnen  |
| 2004 | TV Quick and Choice Awards    | Best Soap Storyline                                                   | nominiert |
| 2004 | British Soap Awards           | Soap Bitch of the Year                                                | nominiert |
| 2004 | British Soap Awards           | Villain of the Year                                                   | gewonnen  |
| 2004 | Inside Soap Awards            | Best Bitch                                                            | gewonnen  |
| 2004 | Inside Soap Awards            | Best Actress                                                          | nominiert |
| 2004 | Inside Soap Awards            | Best Soap Storyline                                                   | nominiert |
| 2005 | British Soap Awards           | Best Exit                                                             | gewonnen  |
| 2009 | All About Soap Awards         | Best Bitch                                                            | gewonnen  |
| 2009 | Inside Soap Awards            | Best Bitch                                                            | gewonnen  |
| 2009 | End of Year EastEnders Awards | Best Bitch                                                            | gewonnen  |
| 2010 | All About Soap Awards         | Femme Fatale                                                          | gewonnen  |
| 2010 | Digital Spy Soap Awards       | Best Soap Bitch                                                       | gewonnen  |
| 2010 | All About Soap Bubble Awards  | Best Soap Love Triangle (Shared with Lacey Turner and Neil McDermott) | nominiert |
| 2011 | British Soap Awards           | Villain of the Year                                                   | nominiert |
| 2011 | TV Times Awards               | TV's Most Popular Bitch                                               | gewonnen  |
| 2012 | TVChoice Awards               | Best Soap Actress                                                     | nominiert |
| 2012 | Inside Soap Awards            | Soap Bitch of the Year                                                | gewonnen  |
| 2012 | DS Awards                     | DS Female Soap Actor                                                  | gewonnen  |
| 2013 | TVChoice Awards               | Best Soap Actress                                                     | nominiert |
| 2013 | Inside Soap Awards            | Soap Bitch of the Year                                                | nominiert |